# 三井ガーデンホテル汐留イタリア街
三井ガーデンホテル汐留イタリア街（みついガーデンホテルしおどめイタリアがい、Mitsui Garden Hotel Shiodome Italia-gai）は、東京都港区東新橋にあるホテル。三井ガーデンホテルの1つである。運営は、三井不動産ホテルマネジメント。

## 特徴
2007年4月19日、汐留地区のイタリアの街をコンセプトとしたイタリアンプロジェクト「汐留イタリア街」内に開業。全375室は20平方メートル以上の客室。2014年の改装により、32インチ以上の液晶テレビは、ビデオ・オン・デマンドに対応。
一部客室には、エスプレッソ・コーヒーメーカーがある。高速インターネット、Wi-Fi環境を全室無料完備。最上階13階に大浴場を完備している。
元々、帝都自動車交通（京成グループ）が所有していた土地に京成電鉄が建設した建物のため、建物には京成電鉄の「Keisei」ロゴも併記されている（京成グループの「K'SEI GROUP」ロゴではない）。ただし、京成グループの京成ホテルには含まれていない。

## 設備
- ラ・マレーア　イタリア料理・カフェ

など

## アクセス
- 鉄道
  - JR・東京モノレール浜松町駅より徒歩8分
  - 都営地下鉄浅草線・大江戸線大門駅より徒歩8分
  - 都営地下鉄三田線御成門駅より徒歩7分
  - JR新橋駅烏森口より徒歩12分
  - 都営地下鉄大江戸線・ゆりかもめ汐留駅徒歩10分